# Hamburguesas El Corral
Hamburguesas El Corral es una marca Fast casual  que pertenece al sector restaurantero y de alimentos, fundada en 1983 en la ciudad de Bogotá; actualmente es operada por Grupo Nutresa y está especializada en hamburguesas, malteadas y mucho más, con más de 210 restaurantes en 39 ciudades y municipios.

## Historia

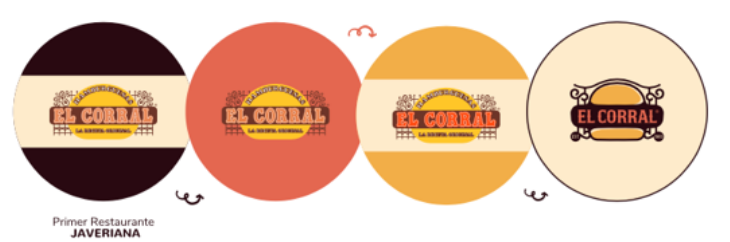
Evolución del logotipo de Hamburguesas El Corral

Fue fundada el 8 de febrero de 1983 por Pablo Emilio Bueno y Guillermo Calderón, en un pequeño local en el túnel de la Pontificia Universidad Javeriana, en la ciudad de Bogotá. Muy pronto este restaurante llamó la atención de los clientes y se convirtió en un éxito rápidamente en el sector. A partir de ahí nace su lema ‘La Receta Original’. 
Hoy día, la cadena de hamburguesas El Corral llegó a más de 210 restaurantes en 39 diferentes ciudades y municipios en toda Colombia.
En el año 2001, El Corral inaugura un restaurante que fue una nueva rama de lo que ya se conocía de la empresa. Este concepto llamado ‘El Corral Gourmet’ es un restaurante que ofrece servicio a la mesa con opciones de productos gourmet incluidos en su menú. 
En 2007 abre operaciones en Ecuador, bajo el modelo de franquicia, donde actualmente aún mantiene presencia como marca. 
En 2014 la marca El Corral es comprada por Grupo Nutresa.
Durante varios años e incluso el año de la pandemia, 2020, El Corral se posiciona en el número 1 de ventas de hamburguesas en Colombia, por encima de McDonald's en segundo lugar y Presto en tercer lugar. En la actualidad, El Corral se mantiene como el número 1 de ventas de esta categoría en el país y consolida todos sus canales de ventas.
Desde los inicios del restaurante, la hamburguesa más reconocida de la marca ha sido: La Todoterreno. Una de las hamburguesas con más ventas a nivel nacional, y que en el año 2022 implementaron dos variaciones a partir de la Todoterreno Tocineta, la Todoterreno Clásica y la Todoterreno Mexicana. Todas bajo la nueva categoría del menú: "Todoterrenos a la parrilla".
El menú que ofrece El Corral a sus clientes cuenta con: hamburguesas, vaqueros (perros calientes), ensaladas, lomos, wraps, malteadas, postres y acompañamientos como papas Corral, yuquitas, aros de cebolla y bebidas.

## Servicios adicionales
Las 5 líneas de servicios adicionales son:
- Pide en línea: Cuenta con un e-commerce para que el cliente pueda realizar sus pedidos de forma online y así recibir a domicilio.
- Programa tu pedido: a través de la web del e-commerce, el cliente tiene la opción de programar la recogida de su pedido en el restaurante que él desee y a la hora indicada.
- Pide, pasa y recoge: El cliente va a un restaurante, hace el pedido, mas no se queda a comer, es pedir para llevar a domicilio.
- Auto Corral: Es pasar por las diferentes estaciones donde sigues la ruta y tu pedido es entregado al final para llevar.
- Domicilios a través de terceros como Rappi.

## Sostenibilidad
El Corral se ha sumado a algunas iniciativas de RSE, y por esto algunos de los empaques son biodegradables, fabricados con fibras naturales de caña de azúcar; tanto los de domicilios como los que se utilizan en punto de venta.

## RSE
Best Buddies
El Corral, junto a la fundación Amigos del Alma y RECA; cuentan con un programa que busca promover la inclusión laboral y el desarrollo personal y profesional de personas con alguna discapacidad intelectual, dándoles la posibilidad de un empleo estable en los restaurantes.
Así mismo ofrecen capacitaciones y formaciones para que los jóvenes también puedan acceder a empleos en los restaurantes El Corral.
En este momento hay más de 45 personas vinculadas en ambos programas, convirtiendo a la marca en la cuarta empleadora más grande en Colombia y Latinoamérica.
Agranda tus papas, agranda tu amor
Es una campaña que busca disminuir la deserción escolar, a través de una donación de dinero cada vez que un usuario ‘agranda’ sus papas a la hora de pedir un combo.
Con este dinero recaudado y a través de la empresa agrícola Campo Vivo se realizan compras de bicicletas y elementos de seguridad para que los niños, niñas y jóvenes del campo colombiano puedan seguir estudiando.
Por tercer año consecutivo, El Corral, de la mano de sus aliados McCain y Campo Vivo, han trabajado en esta campaña, que además busca incentivar el consumo de papa colombiana y la compra de productos a los campesinos del país.